# セーラー服と機関銃 (映画)
『セーラー服と機関銃』（セーラーふくときかんじゅう）は、赤川次郎の同名小説の映画化作品。1981年12月19日、全国東映系で公開された。角川映画の代表作の1つで、主演の薬師丸ひろ子の人気を決定づけた。製作費1億5000万円。『燃える勇者』との併映で、23億円の配給収入は1982年の邦画で1位となった。興行収入は47億円。1982年当時、邦画歴代配給収入第4位の興行成績。主題歌も大ヒットした興行的成功作である一方、アートフィルムとも言える異色の映画でもある。

## あらすじ
嵐の夜、目高組組長の臨終に4人の子分が集まる。だが子分は医者と間違えて獣医を連れてくる始末。組長は自分の跡目に甥を指名する。
明るく気丈な女子高生・星 泉は、突然亡くなった父親をひとりで荼毘に付す。泉が遺骨を持って自宅マンションに戻ると、マユミという女が待っていた。マユミは万が一何かあった時は泉と暮らすようにと書いた泉の父親の手紙を持っていた。
泉の高校の校門前に黒服の男たちが集まり、学校は騒然。泉は車に乗せられ、目高組の事務所に連れていかれる。目高組は先代の遺言により、泉の父親が指名されたが、交通事故で亡くなっていたため、娘の泉が4代目になるという。子分は佐久間真・政・ヒコ・メイの4人だけで学校に来た男たちは頭数を揃えるため雇ったものだった。泉は拒否するが、子分たちは組を解散して敵対する組に殴り込みをかけて死ぬという。泉は殴り込みを止めるため、組長になると宣言する。
泉は子分の佐久間と一緒に、松の木組組長・関根と上の組織である浜口物産社長・浜口に挨拶に行く。だが目高組事務所に突然機関銃が撃ち込まれる。事件をきっかけに組長になったことが学校に露見し、泉は強制退学になる。泉に刑事の黒木が接触し、マユミに窃盗・売春の前科があることを泉に告げて去る。
泉のマンションが何者かに荒らされる。黒木は麻薬を探したのではないかという。泉は憂さ晴らしにバイクに乗りたいとヒコに命じる。ヒコは暴走族のバイクを奪い、泉を乗せて夜の街を走る。翌朝、事務所入り口にヒコの死体が置かれる。佐久間は、麻薬取引に関わる「太っちょ」こと三大寺一が、泉の父親の麻薬を狙ってマンションを荒らし、ヒコを拷問にかけたのではないかという。その夜、泉は姿を消したマユミからバーに呼び出される。マユミは10代のころから薬物に溺れ、大学の薬学部時代にヘロインを盗んで落ちぶれた身の上話を語る。
マユミは太っちょの一人娘だった。メイは泉を訪ねてきた黒木ともみ合いになり、怪我をして泉に手当してもらう。メイは「お袋の匂いがする」と泉に抱き着く。そこへやってきた荻原はメイを拳銃で殺し、泉を太っちょの元に連れていく。佐久間はマユミに太っちょの元に案内してくれと懇願。太っちょは泉を地雷の上に立たせて脅しつける。そこへマユミが駆け付け、泉を救助する。
泉はドレス姿でマユミ、太っちょとテーブルを囲む。マユミはヘロインを水に溶かしローションの瓶に詰めてマンションに隠したと明かす。太っちょと手を組んでいた黒木が真相を明かす。空港でヘロインを受け取った黒木は捜査官に疑われ泉の父親の鞄にヘロインを入れたが、父親は不審な包みをマユミに渡し、車にはねられたのだった。マンション荒らしもヒコ殺しもヘロインを探す黒木の犯行だった。佐久間が泉を取り返しにくる。二人は太っちょに追い詰められるが、マユミが太っちょを射殺し、三大寺組解散を宣言する。
黒木は泉のマンションで松の木組にヘロインを奪われ殺される。立腹した泉は佐久間と政を連れて、浜口物産に殴り込みをかける。浜口は泉を丸め込もうとするが、泉はヘロインを要求。機関銃で机の上のヘロインの瓶を吹き飛ばし、思わず「カイカン」とつぶやく。銃撃戦で政は撃たれて死ぬ。佐久間は目高組を解散し、堅気になると約束して泉と別れる。
数か月後、復学した泉は警察に駆けつけ佐久間の遺体と対面する。佐久間は北海道の建設会社に転職していたが、東京出張中にやくざの喧嘩の仲裁に入ってドスで刺殺されたという。泉は佐久間にキスしたあと、橋の上から佐久間の名刺を破り捨てる。
泉はセーラー服に真っ赤なハイヒールで雑踏を歩く。出会った子供たちと銃を撃つ真似をして、地下の風にスカートをふくらませる。「生まれて初めてのくちづけを中年のオジンにあげてしまいました。わたくし、愚かな女になりそうです」

## 企画・製作準備

### 角川映画との提携
『セーラー服と機関銃』の映画化は『翔んだカップル』をやる前に相米慎二監督自らが出した企画。キティ・フィルムの伊地智啓プロデューサーに女優が見つかれば実現可能だと言ってきた。キティ・フィルムの多賀英典社長は「伊地智啓さんが薬師丸さんの『翔んだカップル』の次回作にと『セーラー服と機関銃』を僕のところへ持ってきた。原作は主婦と生活社から出ていて、他社の作品を映画化するのに薬師丸さんを出すのを渋っていた角川さんを、原作者の赤川次郎さんは絶対に当たる作家になるからと、文庫版を角川から出すということで説得しました。全部の経緯を作ったのは伊地智さんです。間違いなく伊地智さんなくしては『セーラー服と機関銃』という映画は存在しなかったでしょう」と証言している。　
『翔んだカップル』が出来上がったころ、伊地智は自分の娘から当時まだ無名だった赤川次郎の小説『セーラー服と機関銃』が面白いと教えられ、その本に書いてあった赤川の住所が同じ団地だったこともあり、そのまま赤川宅に映画化の相談に訪れ、すぐに脚本作成に入った。
ところが、相米監督は自らが出した企画にもかかわらず、リアリティが無く映画化しづらい話だとも話している。
主役の星泉役に薬師丸ひろ子を使うため、薬師丸の所属する角川春樹事務所に出演交渉を行うが、事務所は薬師丸の他社映画への出演を拒絶した。そこで、伊地智は相米監督を使って、事務所を経由せずに直接薬師丸に脚本を渡し読ませた。脚本を非常に気に入った薬師丸が角川春樹を説得、予想外に早くOKの返事が来て、キティ・フィルムと角川春樹事務所が提携して映画を製作することになった。
問題は提携の具体的中身だったが、本音では角川とは組みたくなく、特に製作だけは絶対に譲りたくなかった伊地智の思惑通り、製作は完全にキティ、宣伝は角川が担当するという分担になった。角川側は金を半分出しているだけで、映画の製作過程や出来上がった作品について文句をつけることはなかった。

### タイトル・版権
伊地智が映画化交渉のために赤川宅を初訪問した際、カタカナを含む映画タイトルを配給会社が嫌うため、タイトルを『セーラー服と機関銃』から変更するかもしれないと赤川に断りを入れている。
原作の『セーラー服と機関銃』の版権を主婦と生活社が持っていたため、角川書店の薬師丸を他社原作の映画に出演させるのかという問題があったが、主婦と生活社には、発行部数の定価の3％を3年間支払う契約を交わし、原作者の赤川次郎には、初版を100万部刷ることと、光文社の『三毛猫ホームズ』シリーズも全巻角川文庫で出すことを提示して了承を得られたので、1981年10月に角川文庫化することで解決した。このような事情のためか、映画には角川書店と並んで主婦と生活社もクレジットされている。
文庫化された『セーラー服と機関銃』は約2か月で100万部を突破した。赤川次郎にとって初めてのミリオンセラーになった。

### 主人公のモデル
赤川次郎の原作の中で、主人公の星泉は、小柄で均整のとれた体、愛くるしい顔立ちではあるが真一文字に結んだ唇と意思の強い光を伴う大きな目が可愛いと言われることを拒否していると形容されている。
赤川が『セーラー服と機関銃』を執筆直後にも薬師丸主演で映像化の話は存在したが、中学3年の薬師丸と高校生の星泉では大きく異なるため計画は中止になっていた。赤川も薬師丸で映画化されると良いと思っていたが、それが原作発表から3年後に現実のものとなった。〔1981年時点では〕薬師丸を想定して小説を書いたと言われても仕方ないと発言し、2013年の記事では薬師丸を想定して『セーラー服と機関銃』を執筆したと断言している。

### 衣装・小道具
衣装の制服は本物の制服。何回も衣装合わせをしたが監督の気に入ったものがない状態の時、薬師丸が学校帰りに自分の学校（八潮高校）のセーラー服を着たまま撮影所に行くと、その姿を見た監督がそれを気に入り採用となった。
クライマックスシーンで薬師丸が撃った銃はM3グリースガンである。当作の撮影にあたっては、1977年までハドソン産業で製造されていた軟鋼板プレス製のモデルガンを改造したものと、 MGC製のモデルガンを改造したもの、2種類が使われた。どちらも電気発火式のプロップガンで、発射時に空薬莢は排出されず発砲炎だけが再現される構造となっていた。前者のハドソン改造品は中盤で佐久間が奪って使用するシーンで用いられ、後者のMGC改造品はクライマックスシーンで用いられている。
どちらのプロップガンも本編のほかポスターや宣伝用スチル写真でも使われており、MGC改造のものは発火装置を仕込んだ関係上実物と比べフレームが延長されており、銃身部の根本と弾倉の間が長いことで区別できる。

### 配給変更
当初、東宝の正月映画第2弾1月15日公開の予定だったが、角川春樹が配給を東宝から東映に変更し、東映の正月映画となった。東宝の正月映画はたのきんトリオの『グッドラックLOVE』。
薬師丸の前作は東宝配給の『ねらわれた学園』だったが、併映の『ブルージーンズメモリー BLUE JEANS MEMORY』のみ1本立て興行を行ったり、当初、東宝の宣伝費が『ブルージーンズメモリー』に8割、『ねらわれた学園』に2割という不平等な扱いだったため、立腹した角川春樹事務所が次作の『セーラー服と機関銃』の配給を東宝から東映に変更した。岡田茂東映社長が松岡功東宝社長に仁義を通した上で配給を引き受けた。
日刊スポーツの相原斎によれば、東宝は『ブルージーンズメモリー』と『ねらわれた学園』の2本立てのヒットに気を良くして、正月映画もたのきん＋薬師丸の組合せを企画していた。立地に優れた映画館を有する東宝配給、かつ、人気のジャニーズ映画の併映という恵まれた条件を蹴ったことについて、大方の映画関係者は無謀だと思っていた。

### シナリオ
脚本家の田中陽造は、〔難解な〕映画『ツィゴイネルワイゼン』・『陽炎座』の後だったので、楽しんでやれた仕事だと答えている。一人の少女が世の中に一歩踏み出す1か月間の話であり、世にも不思議な青春喜劇をシリアス・ドラマの手法で描き、少女とヤクザの異なる世界観のズレから生じる笑いを狙った。

## 製作

### 1981年夏
1981年夏、当時東京都立八潮高等学校2年生だった主演の薬師丸の夏期休暇に合わせ、東京・新宿周辺でのロケを主体に撮影された。
撮影開始に際し、相米監督は薬師丸をショートカットの髪型にさせている。
薬師丸の初登場シーンはロングショットでブリッジをしていて、寄ると顔がセーラー服のリボンで隠れているというアイドル映画としては異例なものだったが、角川サイドは何も文句を言わなかった。
泉の学校に佐久間たちが迎えに来る「校門にやくざがずらりと並び、佐久間が校舎から出てきた泉を迎えて車に乗せる（ただし実際の目高組の組員は4名であり、後にこの時並んでいた組員は借物だと佐久間が泉に説明する）」シーンは、暁星学園の学園正門を使って撮影された。
黒沢清助監督は、星泉（薬師丸）が〔自宅マンション内で初対面の〕三大寺マユミ（風祭ゆき）とチェスをするシーンの棋譜まで考え用意していたのに、キャメラが〔マンションの〕窓の外10メートルにあったため、チェス盤すら全く写らなかった。

### 長回し
新宿通りを暴走するシーンは本物の暴走族が参加しての一発撮り。周辺住民から騒音の苦情が出たため、スタッフ2名が警察の事情聴取を受ける。
〔太宗寺の地蔵菩薩坐像から離れると〕レールに載せたキャメラで追い、次はキャメラごとリアカーに乗り換え、大通り〔新宿通り〕では軽トラック〔の荷台〕に乗り継ぎ、ワンシーン・ワンカットを完成させた。
仙元誠三キャメラマンも村川透監督の『遊戯シリーズ』がワンカット（長回し）が多く、自分も好きだったので「ワンカットで行きましょう」と自分から監督に提案することもあった。

### 浜口物産
浜口物産の高層ビルのエレベータ内で、星泉組長が佐久間と政の関係を怪しみ、「オタクひょっとしてェ、クルージング？」と尋ねているが、『クルージング』は1981年に日本公開されたゲイ（ホモ・セクシャル）を扱ったアメリカ映画。
浜口物産に殴り込みを駆けた時に浜口社長がホームシアターで観ていたのは、美空ひばりと江利チエミ主演の時代劇ミュージカル映画『ひばり・チエミの弥次喜多道中』（1962年）。当初は、東宝のミュージカル映画『ああ爆弾』を流したかったが、東宝が東映の映画には貸せないと断られたため、東映の『ひばり・チエミの弥次喜多道中』になった。別説として、2代目快楽亭ブラックはホームシアターで観ていたのは市川右太衛門主演の『浪人八景』（1958年）か『浪人市場 朝やけ天狗』（1960年）ではないかと推測している。映画評論家の垣井道弘もキネマ旬報誌上の座談会で「市川右太衛門が写ってましたね。」と発言している。『ひばり・チエミの弥次喜多道中』には市川右太衛門は出演していない。結論を得るため、快楽亭ブラック (2代目)が、直接、相米慎二監督に確認したが、監督も映画の題名を知らなかった。

### 薬師丸負傷
薬師丸が機関銃を撃つシーンで破裂して飛び散ったダンヒルのビン（飴ガラス製）の破片が薬師丸の鼻のすぐ脇に当たり、出血を伴う軽傷を負った。薬師丸本人はこの負傷に気づかなかったが、すぐ脇に立っていた渡瀬恒彦は気づき、薬師丸をかばう（手当てを受けさせるよう手配する）ようなそぶりを見せている。傷は長さ1cm弱で浅かったが、対応した医師は傷痕は残ると宣告する。翌日、伊地智は預かっている薬師丸を負傷させてしまったお詫びに角川に出向くが、何の文句も言われないので拍子抜けした。映画撮影終了後に撮影された主題歌のレコードジャケット写真では、メイクによってこの出血が再現されている。
渡瀬恒彦ら共演者が薬師丸の流血を心配している中、相米監督はカットをかけずに撮影を続行した。仙元誠三キャメラマンは薬師丸のことは心配だったが、すごい映像が撮れたことに映画屋らしい喜びを感じてもいた。
黒沢清助監督は、薬師丸が〔弾薬を仕掛けたビンの破片をかぶらない〕安全ラインを踏み越えたことに気付いていたので撮影を一旦止める必要があったが、OKテイクになりそうだったので敢えて止めなかった。止めるべきだったと2011年のトークショーで語っている。

### ラストショット
1981年9月15日（火曜日）（当時は敬老の日）午後5時近くの夕刻、歩行者天国が終了するギリギリの時間。〔極端に短い髪型の〕薬師丸がセーラー服に赤い口紅・赤いハイヒールという奇妙な格好で混雑する歩行者天国の中をぶらぶら歩き、〔『七年目の浮気』の〕マリリン・モンロー風に地下鉄通風口からの風でスカートをひらめかせるまでの2分30秒の長回しシーンは、東京・伊勢丹新宿店の前（新宿通り）で撮影が行われた。薬師丸は、あまりの羞恥心で役に集中できず、相米慎二監督のOKがなかなか出なかった。薬師丸の演技は数百メートル離れた新宿東映会館屋上から500mmの望遠レンズを用いて隠し撮りされている。2人の子供のエキストラを使っている以外は、たまたま歩行者天国に居合わせた一般の人々が薬師丸を取り巻くというゲリラ撮影は、映画のラストシュート（クランクアップ）であることも相俟（）って、役の星泉と演者の薬師丸がオーバーラップするような非常にドキュメント性のあるラストショットとなっている。
一般の人々が自由に動く中、黒沢清助監督が仕込みの2人の子供を誘導するために〔3人目の〕エキストラとして参加している。黒沢助監督はラストカットで映画に映り込んでもいる。
映画研究者の長門洋平はラストショットの「奇妙さ」について、物語に関係がなく必然性が欠如していることや無意味に長いテイク（長回し）や突如流れる主題歌よりも、「このショットが成立してしまうこと」をトップに挙げている。長門のチェックによれば、200人以上の一般人が映り込んでいるが、そのうち薬師丸に気付いたのは女性2人組のうちの1人、それが3組（合計3人）のみ、仮に連れの友達に話したとしても最大で6人。社会現象となった本作品の公開前ではあるが、薬師丸は既にポスト山口百恵候補などと騒がれたり、大量のテレビCMも流れていて、十分に有名なタレントだった。ファン層の中心が10代の少年・少女だったとしても、新宿東口を歩く大人たちが気付かないはずはない。しかし、実際に気付かれていないのは、薬師丸の芸能人オーラのなさ、尋常ではない大衆への埋没具合だと長門は解説している。榎戸耕史助監督によれば、相米監督は隠し撮りもパパっと撮るのではなく、1日かけ何回も同じシーンの撮影を繰返すので、人々も飽きて興味を示さなくなり、それからが本番。あのスカートがまくれるところも、5、6時間撮影しているので、子供たちを飽きさせないようにするのが大変だったと語っている。

### 総括
撮影は台風や薬師丸のケガのトラブルがあったので8、9日ぐらいの超過、予算も1000万円以内超過の1億8000万円と伊地智は実に穏やかだったと記憶している。

## 歌手デビュー
映画に関して何も注文をつけなかった角川春樹が、キティ・レコードが用意していた来生たかおの主題歌に「この主題歌は俺が聴いたなかで最低だよ」とクレームをつけた。また、相米慎二監督はキティ・フィルムとキティ・レコードの社長多賀英典に「ラストシーンを考えると、主題歌は女性の方がいい」と主役の薬師丸に歌わせると言い出した。相米監督や榎戸耕史助監督は薬師丸に同曲を歌わせ、カセットテープに録音した。この歌の出来が良かったので、角川には内緒で主題歌を薬師丸に変更しキティ・レコードからリリースすることになった。薬師丸が歌うことで、角川は曲に対して何も文句を言えなくなった。薬師丸やキティ側が音楽制作に盛り上がっているなら〔歌手デビューも〕良いんじゃないのと角川は許可した。映画『セーラー服と機関銃』の宣伝を担当した遠藤茂行によれば、映画ファン限定のスターだった薬師丸が主題歌を歌うことで同世代のアイドルにもなった。

## プロモーション
大林宣彦によれば、1981年夏の『ねらわれた学園』のキャンペーン中から薬師丸の人気が急速に上がり、本作で人気が爆発した。
1981年10月発売の雑誌『バラエティ』には、東映洋画部宣伝室が本作の宣伝のために2種類の募集を行う旨の記事が掲載されている。広く全国から制服の似合う子を募集する「MISSセーラー服」と「薬師丸ひろ子応援歌」の歌詞の募集。特に後者の「応援歌」は、薬師丸が学業優先であるため、他のアイドルのように頻繁にテレビ・ラジオ・雑誌に登場せず、また、所属事務所も〔ママ〕ファン・クラブのようなものも作っていないので、代わりにファンが映画キャンペーンを手助けしようという企画。応募された歌詞には有名作曲家がメロディーをつけ、レコード化するところまで予定されていた。最終的に、薬師丸の同級生役で共演していた柳沢慎吾、光石研、岡竜也による「ひょうたん三銃士」という〔即席の〕トリオが作られ、彼らが歌う「センセーショナルHIROKO」というレコードがリリースされた。映画公開当時にはこの3人が出演しているPV映像も製作され、映画本編の上映前にはスクリーンでも流された。薬師丸がメディアへ出られない分をカバーする戦術だったと、宣伝を担当した東映の福永邦明は話している。
1981年11月29日に新宿アルタ前で行われたイベント"ひろ子DEデート"にはファン1万5000人が集まり、映画宣伝イベントの動員記録となった。新宿アルタ開設以来の大人数に機動隊も出動し、東映宣伝部は新宿警察署から厳しく絞られることになった。
映画公開当時、角川書店から出版されていた赤川次郎の本は、文庫が本作と『血とバラ』、単行本が『さびしがり屋の死体』、『悪妻に捧げるレクイエム』の計4冊しかなく、大規模なブック・フェアは出来なかった。中川右介は、角川映画のビジネスモデルが「文庫本を売るための映画作り」から「専属女優とそのファンのための映画作り」に本作から移行したと分析している。
『セーラー服と機関銃』の宣伝費は7500万円。映画とは別に、角川書店は赤川次郎の『セーラー服と機関銃』などの書籍に対して宣伝費3億円を掛け、都合、映画の製作費1億5000万円の2倍の宣伝費が投入された。
映画が公開された1981年当時は配給チェーン問わずに様々な映画を上映するフリーブッキング制のシネマコンプレックスが存在しなかった為、東映配給の『セーラー服と機関銃』の予告編は東映系の映画館でしか流せなかった。しかし、角川書店の書籍のCMであれば、映画館の配給チェーンが東宝系だろうと松竹系だろうと関係なく本作の宣伝を行うことができた。

## 封切り
東映の劇場館主はヤクザ映画に慣れていたので、〔少女が主役の〕こんな映画に人が来るのか懐疑的だった。ところが、前売り券が売れに売れて、公開2日前には品切れになる劇場が続出した。
封切り当初、東映宣伝部は5週間で配給収入12億円と予想したが、それさえ大風呂敷と思われていた。最終的に東映の歴代記録となる配給収入23億円を達成した。
岡田茂東映社長は、1982年2月のインタビューで「率直に言って配収12億円あがったら大成功と考えていた。営業部は早くから10億円は来るでしょうと言っていた。封切間近に前売りに火がついたものだから12億円は固いですよと言い始めたがそんな程度だった。東宝松岡功社長などもこの種のアイドル映画には10億の大きな壁があると言っておられ、ああそうだろうなと思ってたんですが、まあこれが19億円いっちゃったんだからねえ」と述べている。
『セーラー服と機関銃』の公開2日目（1981年12月20日）、大阪・梅田東映ほかでの舞台挨拶を予定していたが、徹夜組を含めた約8,000人のファンが上映3館に殺到したため、放水車を伴う機動隊まで出動し、舞台挨拶も上映も中止となった。その騒動は翌日のスポーツ新聞のみならず、一般新聞の社会面トップ記事にもなった。朝日新聞の1面には「機動隊と機関銃」という見出しの記事が載った。舞台挨拶を見られなかったファンは薬師丸を追って大阪空港へ殺到し、空港もパニックになる。空港を回避し新大阪駅に向かったが、そこにもファンがいて、結局、名古屋までタクシー移動し東京に戻った。その後、薬師丸が大阪を訪問するには、何年かの間、警察の許可が必要だった。
映画館は連日満員御礼が続き。現在のような完全入れ替え制ではなかったためもあり、席が空かずに立ち見客があふれ、スクリーンの目の前に体育座りをして見ている人までいるという光景だった。
また別の記事では1982年1月7日の銀座の映画館は扉が閉まらないほどの満員で壁に寄りかかる隙間さえなく、縦通路の床には二列縦隊で座り込んでいる観客もいる始末、観客は中高生が大半で男女比は半々ぐらいだったと紹介されている。
劇場挨拶のなかった映画館でもパンフレットを買い求める客が非常に多かった。各劇場の在庫がなくなり、後日、映画館に来てもらい、領収書とパンフレットを交換するという苦肉の策も取った。地方の劇場で1,000冊以上売れた劇場が何館も存在した。
長崎市の中学校長会生徒指導部会は「女子高生がヤクザの組長を継ぐ」という内容が教育上好ましくないという理由で中学生の映画鑑賞を禁止した。中学生からの映画前売り券の返却が相次いだため、同市の映画興行組合は校長会に抗議文を送るとともに、ある劇場は「中学生も観覧できます」と書かれた看板を掲げた。
因縁の東宝の正月映画『グッドラックLOVE』との対決は、「普通の高校生」が売りの薬師丸がジャニーズの超人気者を打ち負かす結果になった。
プロデューサーの伊地智はオーナーの多賀英典とともにドアが閉まらないほどの満員の劇場を訪れた。これまで映画を作っても観客の存在を実感することはなかったけれど、本当に自分たちの映画に観客がいることを初めて実感した。

## 評価
試写を見た原作者の赤川次郎は、アイドル映画のはずなのに薬師丸ひろ子の顔も判別できないロングショットの撮影やカットが少ない長回しといった実験的な映画内容に驚かされた。
相米監督は、魚眼レンズやズームレンズを実験的に使ったが、やり過ぎだったと反省している。
当時東映の宣伝担当だった遠藤茂行は、意外性のあるタイトル、〔ヒットメーカーである〕赤川次郎の原作、相米映画のクオリティに加え、主演の薬師丸本人が主題歌を歌ったことが映画ヒットの要因と分析している。
岡田茂東映社長は「角川商法の文庫、映画、レコード三位一体戦法の見事な勝利だった。薬師丸ひろ子のレコードで最後にグンと伸ばしたの、これが利いたわねえ」などと述べている。本作の成功を受け、1982年2月の時点で岡田が1983年の正月映画に『汚れた英雄』と『伊賀忍法帖』の二本立ての製作を角川に任せることに決めた。
映画評論家の増當竜也によれば、『セーラー服と機関銃』は薬師丸を一躍日本映画界を代表する青春スターにしただけでなく、大作路線からプログラムピクチャー路線に舵を切った角川映画の救世主となった。
1983年1月3日にはTBSの「月曜ロードショー」で新春1回目としてTV初放送され、その半年後の9月26日には同局同枠「月曜ロードショー」で再放送された。
日本郵便が2006年10月10日に発行した特殊切手「日本映画II」(現代の名作)(1980年〜2000年代公開)は、代表的な日本映画10作品を選定しているが、その1本に『セーラー服と機関銃』が選ばれた。

## 完璧版
本作は相米作品の大きな特徴である長回しの手法が多用された結果、131分の長編となった。だが、1981年12月19日の初公開版は『燃える勇者』との二本立てだったため、上映時間の都合上13シーンをカットして、約20分短縮されていた。
その中には、ヒロイン星泉が浜口によって薬を仕込んだ酒を飲まされて強姦されそうになるシーンなどが含まれており、雑誌に載った本作のシナリオを読んでその事に気付いたファンから、「なぜカットしたのか、早く完全な形で再上映して欲しい」との要望が東映に殺到した。それを受け東映は、ノーカット版を夏休み向けに公開することを決め、初版公開から約半年後の1982年7月10日にカットされたシーンを戻して「完璧版」と称した長尺版（131分）がTCC系で公開された。薬師丸も体当たりで演技したシーンだったため、このシーンの復活を喜んだ。
「完璧版」公開時は、薬師丸が『野性の証明』で映画デビューした直後（1978年）にTBS系で放送された薬師丸出演ドラマ『装いの街』が併映されている。新宿東映ホール1だけで前売り券が6,000枚以上出て、他の劇場から引き合いが来た。「完璧版」の公開初日には大学受験のために芸能活動を控えていた薬師丸が新宿東映会館に姿を見せ、報道陣のインタビューを受けるというハプニングもあった。
2018年2月、公開当時のカラーに復元した『セーラー服と機関銃 完璧版［再タイミング版］』が東京国立近代美術館フィルムセンターで上映される。

## キャスト
- 星泉 - 薬師丸ひろ子
- 佐久間真 - 渡瀬恒彦
- 三大寺マユミ - 風祭ゆき
- 目高組トリオ・政 - 大門正明
- 目高組トリオ・ヒコ - 林家しん平
- 目高組トリオ・メイ - 酒井敏也
- 高校生トリオ・智生 - 柳沢慎吾
- 高校生トリオ・哲夫 - 岡竜也
- 高校生トリオ・周平 - 光石研
- 黒木刑事 - 柄本明
- 松の木組組長・関根 - 佐藤允
- 浜口物産社長・浜口 - 北村和夫
- 萩原 - 寺田農
- 太っちょ・三大寺一 - 三國連太郎
- 星流志（目高組三代目組長） - 藤原釜足
- 尾田医師 - 円広志
- 関根旭（関根組長の伜） - 杉崎昭彦
- 火葬場係員 - 奥村公延
- 浜口物産・受付嬢 - 栗田洋子
- 刑事 - 斉藤洋介
- 太っちょ・ボディガードA - 石川慎太郎
- 太っちょ・ボディガードB - 瀬田素

## スタッフ
- 制作 - 角川春樹、多賀英典
- プロデューサー - 伊地智啓
- 原作 - 赤川次郎
- 脚本 - 田中陽造
- 監督 - 相米慎二
- 主題歌 - 薬師丸ひろ子「セーラー服と機関銃」（キティレコード）
- 撮影 - 仙元誠三
- 音楽 - 星勝「セーラー服と機関銃 オリジナル・サウンドトラック」
- 美術 - 横尾嘉良
- 録音 - 紅谷愃一、信岡実
- 照明 - 熊谷秀夫
- スチール - 正木輝明、小島由起夫[注 20]
- 編集 - 鈴木晄
- 助監督 - 森安建雄、黒沢清
- 製作担当 - 田中雅夫
- アシスタントプロデューサー - 山本勉

## ロケ地

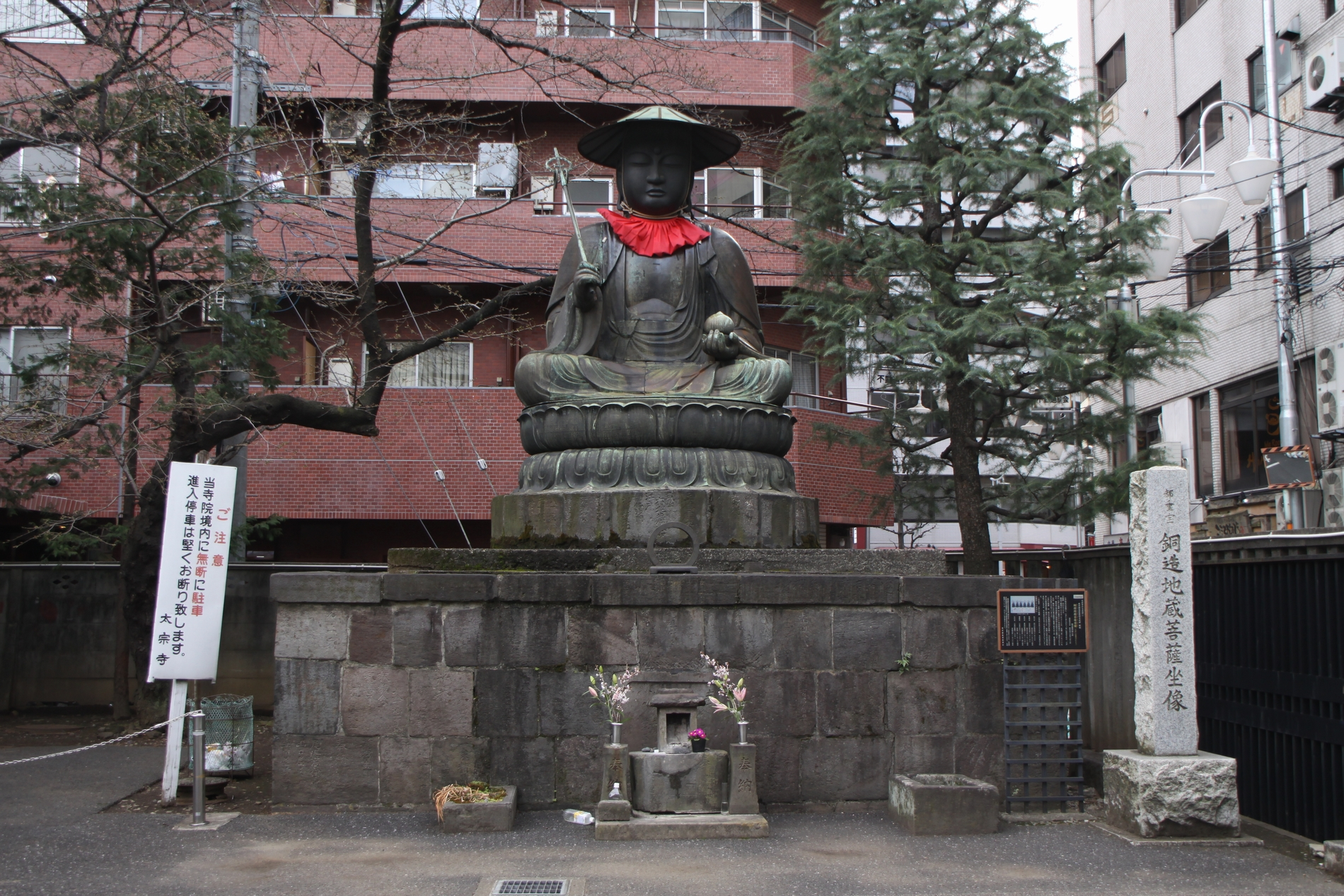
銅造地蔵菩薩坐像

- 代々木の踏切 - オープニングクレジット。北緯35度40分56.9秒 東経139度41分50.4秒
- 暁星学園 -  星泉と高校生トリオが通う高校。
- 太宗寺 - 地蔵菩薩坐像。
- 新宿センタービル - 浜口物産。
- 静岡県・伊豆・松崎町 - ふとっちょの山荘[35]。
- 栃木県・大谷資料館[注 21][77] - 星泉が十字架にはり付けにされる場面。
- 安田火災海上本社ビル - 佐久間の名刺を紙吹雪にし、ハーモニカを投げ捨てるシーンの歩道橋。
- 伊勢丹新宿本店 - スカートがまくれ上がるラスト・シーン。

## 映像ソフト
1982年に発売されたビデオソフトは、当時 1万7800円という高価だったが、業界初の1万本超えを達成し、「ビデオパッケージの普及とビデオソフト産業の確立に多大なる貢献」と評価された。
2012年に「角川映画ブルーレイ・コレクション」の一作品としてBD化、2014年には4K Scanning BDが発売された。
- セーラー服と機関銃（ポニー、VHS：VAF-1072、ベータ：VFF-1072）
- セーラー服と機関銃 完璧版（2枚組 LD）（パイオニア FH068-34KD）
- セーラー服と機関銃（VHS）（1989年12月1日、ポニーキャニオン PCVX-30004）
- セーラー服と機関銃 完璧版〈角川映画・薬師丸ひろ子傑作選〉（2枚組 LD）（1995年4月21日、ジェネオン・ユニバーサル・エンターテイメントジャパン PILD-1117）
- 角川ヒロイン第一選集（3枚組 DVD-BOX[注 23]）（2000年12月22日、角川エンタテインメント KABD-91）
- セーラー服と機関銃（DVD）（2000年12月22日、角川エンタテインメント KABD-92）
- 薬師丸ひろ子 限定プレミアムBOX（4枚組 DVD-BOX[注 24]）（2001年12月21日、角川エンタテインメント KABD-147）
- セーラー服と機関銃（DVD）（2006年10月20日、角川エンタテインメント DABA-90281）
- セーラー服と機関銃（DVD）（2008年10月24日、角川エンタテインメント DABA-90571）
- セーラー服と機関銃 デジタル・リマスター版（DVD）（2011年01月28日、角川映画 DABA-0773）
- セーラー服と機関銃〈角川映画ブルーレイ・コレクション〉（Blu-ray Disc）（2012年9月28日、角川映画 DAXA-4256）
- セーラー服と機関銃 4K Scanning Blu-ray（Blu-ray Disc）（2014年12月5日、KADOKAWA DAXA-4622）
- セーラー服と機関銃 角川映画 THE BEST（DVD）（2016年1月29日、KADOKAWA DABA-91117）

## 備考
- 予告編やテレビCMにも使われている「カイ…カン」という台詞は原作小説にはなく、本映画オリジナルのものである。
- 泉（薬師丸）とマユミ（風祭ゆき）が劇中で口ずさむ歌は「カスバの女」。
- 『セーラー服と機関銃』以前の角川映画と同様、角川春樹がカメオ出演している（風鈴の屋台を引く男）。
- ゆうばり国際ファンタスティック映画祭2016に於いて、本作の公開35周年記念企画と銘打たれ、続編である『セーラー服と機関銃 -卒業-』と共に連続上映された[81]。

## ネット配信
- 角川シネマコレクション（YouTube）

2024年12月20日 - 2025年1月10日